# Bossiaeeae
Tribu
Classification phylogénétique
Les Bossiaeeae sont une tribu de plantes à fleurs dicotylédones de la famille des Fabaceae, sous-famille des Faboideae, originaire d'Australie, qui compte 6 genres et une centaine d'espèces. Les études phylogénétiques semblent montrer que cette tribu doit être fusionnée avec les Mirbelieae au sein d'un groupe appelé les Mirbelioïdes.

## Liste des genres
Selon NCBI (15 août 2018) :
- Aenictophyton A.T.Lee
- Bossiaea Vent., 1800
- Goodia Salisb., 1806
- Muelleranthus Hutch.
- Platylobium Sm., 1793
- Ptychosema Benth.